# Andrus Värnik
Andrus Värnik (Antsla, 27 settembre 1977) è un ex giavellottista estone, campione mondiale a Helsinki 2005.

## Palmarès
| Anno | Manifestazione    | Sede        | Evento                 | Risultato | Prestazione | Note                                     |
| ---- | ----------------- | ----------- | ---------------------- | --------- | ----------- | ---------------------------------------- |
| 1996 | Mondiali juniores | Sydney      | Lancio del giavellotto | 23º (q)   | 56,94 m     |                                          |
| 1999 | Europei U23       | Göteborg    | Lancio del giavellotto | 14º       | 63,04 m     |                                          |
| 2000 | Giochi olimpici   | Sydney      | Lancio del giavellotto | 15º (q)   | 81,34 m     |                                          |
| 2002 | Europei           | Monaco      | Lancio del giavellotto | 21º (q)   | 75,66 m     |                                          |
| 2003 | Mondiali          | Saint-Denis | Lancio del giavellotto | Argento   | 85,17 m     |                                          |
| 2004 | Giochi olimpici   | Atene       | Lancio del giavellotto | 6º        | 83,25 m     |                                          |
| 2005 | Mondiali          | Helsinki    | Lancio del giavellotto | Oro       | 87,17 m     |                                          |
| 2007 | Mondiali          | Osaka       | Lancio del giavellotto | 24º (q)   | 75,96 m     | Miglior prestazione personale stagionale |